# Ghost Box Records
Ghost Box es una compañía discográfica independiente especializada en música electrónica con sede en el Reino Unido, fundada en 2004 por el diseñador gráfico Julian House y por el productor Jim Jupp. Su catálogo incluye a artistas como el grupo de Jupp Belbury Poly, el de House, The Focus Group, la banda the Advisory Circle, o producciones de Broadcast y John Foxx, entre otros.
La estética distintiva de la marca se basa en fuentes culturales británicas obsoletas y esotéricas de la posguerra, incluyendo música electrónica pionera y música de librería, películas de información pública, recursos educativos, ocultismo y  programas de ciencia ficción de la BBC. A causa de estas referencias Ghost Box, ha sido asociada con la tendencia musical de la primera década de los 2000 conocida como hauntología.

## Contexto
Ghost Box fue fundada en Londres en 2004 por el productor Jim Jupp y por el diseñador gráfico de la industria musical Julian House. El sello fue creado originalmente para dar salida a sus propios experimentos musicales, con la idea de que la gráfica de cada lanzamiento mostrase una estética similar y aludiese a un paisaje imaginario compartido; un muy británico mundo paralelo de películas de información pública y bandas sonoras de televisión, historias de terror cósmico, música de biblioteca vintage y sintetizadores antiguos, canciones populares, programas educativos, psicodelia inglesa, historias ocultas y folclore.
Jupp y House han descrito al sello como existente en un pasado imaginado o mal recordado. Influenciados por los libros de texto escolares y por el rígido diseño de los libros de tapa blanda de Penguin y Pelican, las grabaciones y CDs de Ghost Box siempre han estado destinados a verse y sonar como artefactos de un mundo paralelo, familiar, elegante, pero de alguna manera "equivocado". Es un mundo fuera del tiempo donde las referencias culturales de un período de aproximadamente 20 años (1958-1978) están sucediendo a la vez.
Su trabajo ha sido descrito como un intento de evocar "una nostalgia por un futuro que nunca llegó a suceder y una visión de una Gran Bretaña extraña y alternativa, constituida a partir del desarrollo de un orden social diferente durante el período de posguerra."

## Listado de artistas
Los artistas principales de Ghost Box son The Focus Group de House y Belbury Poly de Jupp, así como The Advisory Circle, el alias artístico bajo el cual graba el productor y colaborador de Ghost Box, Jon Brooks.
Ghost Box también ha producido álbumes para Pye Corner Audio, Mount Vernon Arts Lab, Hintermass, The Soundcarriers y Roj.
A veces también han producido álbumes de artistas invitados en colaboración con los miembros del sello. Estos se han recogido en una serie de sencillos aún en curso. La primera fue la Study Series (n.º 1-10) y más recientemente la serie Other Voices aún en curso.
La lista de invitados incluye a Broadcast, John Foxx, Cavern of Anti-Matter, Sean O'Hagan, Steve Moore, The Listening Center y ToiToiToi.

## Recepción
Los periodistas musicales Simon Reynolds y Mark Fisher han recogido el término hauntología del filósofo Jacques Derrida para describir la producción visual y musical de Ghost Box. Asimismo, Mark Pilkington, editor de Boing Boing, ha calificado a Ghost Box como "una fusión de pop concreto, bandas sonoras y música de biblioteca junto a un diseño nítido y un enjambre de referencias  esotéricas de la cultura pop que crean una realidad paralela basada en recuerdos de un pasado muy británico"
En una reseña del álbum conjunto de Broadcast y The Focus Group (Broadcast and The Focus Group Investigate Witch Cults of the Radio Age), la revista musical en línea PopMatters se refirió a Ghost Box como "[u]no de los fenómenos (o)cultos más excitantes de la última década" responsable de "una trayectoria en la que se combinan los futurismos pasados y en la que se ha enterrado el miedo a crear una música que, literalmente, se siente como si estuviera en una liga diferente, incluso en otra dimensión, comparada con la que hacen otros músicos modernos."

## Discografía
| Grupo                            | Título                                            | Formato     | Número de catálogo |
| -------------------------------- | ------------------------------------------------- | ----------- | ------------------ |
| Belbury Poly                     | Farmer's Angle (2004)                             | 3" CD-EP    | GBX001             |
| The Focus Group                  | Sketches and Spells (2004)                        | CD/LP       | GBX002             |
| Belbury Poly                     | The Willows (2005)                                | CD/LP       | GBX003             |
| Eric Zann                        | Ouroborindra (2005)                               | CD          | GBX004             |
| The Focus Group                  | Hey Let Loose Your Love (2005)                    | CD          | GBX005             |
| The Advisory Circle              | Mind How You Go (2005)                            | 3" CD-EP    | GBX006             |
| Belbury Poly                     | The Owl's Map (2006)                              | CD/LP       | GBX007             |
| The Focus Group                  | We Are All Pan's People (2007)                    | CD          | GBX008             |
| Mount Vernon Arts Lab            | The Séance at Hobs Lane (2007)                    | CD/LP       | GBX009             |
| The Advisory Circle              | Other Channels (2008)                             | CD/LP       | GBX010             |
| Belbury Poly                     | From an Ancient Star (2009)                       | CD          | GBX011             |
| Roj                              | The Transactional Dharma of Roj (2009)            | CD          | GBX012             |
| The Advisory Circle              | Mind How You Go (Revised Edition) (2010)          | CD/LP       | GBX013             |
| Belbury Poly                     | Farmer's Angle (Revised Edition) (2010)           | CD/10"      | GBX014             |
| The Advisory Circle              | As The Crow Flies (2011)                          | CD/LP       | GBX015             |
| Belbury Poly                     | The Belbury Tales (2012)                          | CD/LP       | GBX016             |
| Pye Corner Audio                 | Sleep Games (2012)                                | CD/LP       | GBX017             |
| The Focus Group                  | The Elektrik Karousel (2013)                      | CD/LP       | GBX018             |
| John Foxx and The Belbury Circle | Empty Avenues (2013)                              | CD/10"      | GBX019             |
| The Soundcarriers                | Entropicalia (2014)                               | CD/LP       | GBX020             |
| The Advisory Circle              | From Out Here (2014)                              | CD/LP       | GBX021             |
| Various artists                  | In a Moment... Ghost Box (2015)                   | CD/LP       | GBX022             |
| Hintermass                       | The Apple Tree (2015)                             | CD/LP       | GBX023             |
| The Belbury Poly                 | New Ways Out (2016)                               | CD/LP       | GBX024             |
| Pye Corner Audio                 | Stasis (2016)                                     | CD/LP       | GBX025             |
| The Pattern Forms                | Peel Away the Ivy (2016)                          | CD/LP       | GBX026             |
| ToiToiToi                        | Im Hag (2017)                                     | CD/LP       | GBX027             |
| The Focus Group                  | Stop-Motion Happening with The Focus Groop (2017) | CD/LP       | GBX028             |
| The Belbury Circle               | Outward Journeys (2017)                           | CD/LP/Cass. | GBX029             |
| Beautify Junkyards               | The Invisible World of Beautify Junkyards (2018)  | CD/LP       | GBX030             |
| The Advisory Circle              | Ways of Seeing (2018)                             | CD/LP       | GBX031             |
| Pye Corner Audio                 | Hollow Earth (2019)                               | CD/LP       | GBX032             |

### Siete pulgadas & Sencillos descargables
| Grupo                                         | Título                                                                                       | Número de catálogo |
| --------------------------------------------- | -------------------------------------------------------------------------------------------- | ------------------ |
| Belbury Poly and Moon Wiring Club             | Study Series 01: Youth and Recreation (2010)                                                 | GBX701             |
| The Advisory Circle with Hong Kong in the 60s | Study Series 02: Cycles and Seasons (2010)                                                   | GBX702             |
| Belbury Poly and Mordant Music                | Study Series 03: Welcome to Godalming (2010)                                                 | GBX703             |
| Broadcast and The Focus Group                 | Study Series 04: Familiar Shapes and Noises (2010)                                           | GBX704             |
| Hintermass                                    | Study Series 05: The Open Song Book (2011)                                                   | GBX705             |
| Jonny Trunk                                   | Study Series 06: Animation and Interpretation (2011)                                         | GBX706             |
| Pye Corner Audio with The Advisory Circle     | Study Series 07: Autumnal Activities (2011)                                                  | GBX707             |
| Belbury Poly and The Advisory Circle          | Study Series 08: Inversions (2012)                                                           | GBX708             |
| Listening Center with Pye Corner Audio        | Study Series 09: Projections (2013)                                                          | GBX709             |
| Belbury Poly and Spacedog                     | Study Series 10: Message and Method (2013)                                                   | GBX710             |
| Brooks and O'Hagan                            | Other Voices 01: Calibair/ Mulcair (2014)                                                    | GBX711             |
| Listening Center                              | Other Voices 02: Quotidian Forgotten/ Our Material (2014)                                    | GBX712             |
| The Pattern Forms                             | Other Voices 03: Fluchtwege/ The Sacrifice (2015)                                            | GBX713             |
| Steve Moore                                   | Other Voices 04: The Moon Occults Saturn At Dawn/ Val Sans Retour (2015)                     | GBX714             |
| Pye Corner Audio with Belbury Poly            | Other Voices 05: Machines are Obsolete/ Pathways (2015)                                      | GBX715             |
| Cavern of Anti-Matter                         | Other Voices 06: Pulsing River Velvet Phase/ Phototones (2015)                               | GBX716             |
| ToiToiToi                                     | Other Voices 07: Odin's Jungle/ Golden Green (2015)                                          | GBX717             |
| Beautify Junkyards                            | Other Voices 08: Constant Flux/ Pirâmide (2016)                                              | GBX718             |
| Belbury Poly & Moon Wiring Club               | Other Voices 09: The Music Room/ Moonling (2017)                                             | GBX719             |
| Sharron Kraus with Belbury Poly               | Other Voices 10: Something Out of Nothing/Something Out of Nothing (Belbury Poly Mix) (2019) | GBX720             |

### Álbum de samples del sello solo adquirible vía descarga
| Título          | Obra                        | Número de catálogo |
| --------------- | --------------------------- | ------------------ |
| Various artists | Ritual and Education (2008) | GBXSAMP01          |